# Mikulovice (kraj pardubicki)
Mikulovice – wieś i gmina w Czechach, w powiecie Pardubice, w kraju pardubickim.
1 stycznia 2017 gminę zamieszkiwało 1217 osób, a ich średni wiek wynosił 39,6 roku.